# Піттстон (Пенсільванія)
Піттстон (англ. Pittston) — місто (англ. city) в США, в окрузі Лузерн штату Пенсільванія. Населення — 7591 особа (2020).

## Географія
Піттстон розташований за координатами 41°19′41″ пн. ш. 75°47′10″ зх. д. / 41.32806° пн. ш. 75.78611° зх. д. (41.328058, -75.786015).  За даними Бюро перепису населення США в 2010 році місто мало площу 4,42 км², з яких 4,02 км² — суходіл та 0,40 км² — водойми.

## Демографія
Згідно з переписом 2010 року, у місті мешкало 7739 осіб у 3493 домогосподарствах у складі 1992 родин. Густота населення становила 1751 особа/км².  Було 3907 помешкань (884/км²).
Расовий склад населення:
| - 95,0 % — білих - 1,9 % — чорних або афроамериканців - 0,5 % — азіатів - 0,2 % — корінних американців |

До двох чи більше рас належало 1,7 %. Частка іспаномовних становила 2,7 % від усіх жителів.
За віковим діапазоном населення розподілялося таким чином: 20,8 % — особи молодші 18 років, 61,2 % — особи у віці 18—64 років, 18,0 % — особи у віці 65 років та старші. Медіана віку мешканця становила 41,0 року. На 100 осіб жіночої статі у місті припадало 87,9 чоловіків;  на 100 жінок у віці від 18 років та старших — 85,1 чоловіків також старших 18 років.
Середній дохід на одне домашнє господарство  становив 54 501 долар США (медіана — 35 146), а середній дохід на одну сім'ю — 74 952 долари (медіана — 55 932). Медіана доходів становила 42 368 доларів для чоловіків та 31 537 доларів для жінок. За межею бідності перебувало 19,5 % осіб, у тому числі 29,1 % дітей у віці до 18 років та 12,2 % осіб у віці 65 років та старших.
Цивільне працевлаштоване населення становило 3311 осіб. Основні галузі зайнятості: освіта, охорона здоров'я та соціальна допомога — 24,3 %, роздрібна торгівля — 13,9 %, виробництво — 12,2 %.